# مدرس (منصب إسلامي)
المدرس هو مصطلح يصف العالم الديني، أستاذ أو عضو هيئة تدريس في الأناضول السلجوقية والإمبراطورية العثمانية.
في اللغة العربية، كلمة مُدرس تأتي من الجذر (د-ر-س)، وهي تصف المعلم والعالم الذي أُذن له بإعطاء الدروس. وبعد إتمام تدريبهم في المدارس المحلية في المحافظات، وبعد حصولهم على الشهادة، كان هؤلاء العلماء يقومون بتدريس الدين والعلوم في المدارس الدينية حيث كانوا يطلق عليهم اسم المدرسين. كانت المهنة تسمى في الدول التركية مدرسلك.

## طالع أيضًا
- العلماء
- قائمة الألقاب والتسميات العثمانية